# Ha'ergao
Ha'ergao (kinesiska: 哈尔稿, 哈尔稿苏木) är en socken i Kina. Den ligger i den autonoma regionen Inre Mongoliet, i den norra delen av landet, omkring 850 kilometer öster om regionhuvudstaden Hohhot.
Genomsnittlig årsnederbörd är 690 millimeter. Den regnigaste månaden är juli, med i genomsnitt 160 mm nederbörd, och den torraste är januari, med 4 mm nederbörd.